# Gaertnera gardneri
Gaertnera gardneri är en måreväxtart som beskrevs av George Henry Kendrick Thwaites. Gaertnera gardneri ingår i släktet Gaertnera och familjen måreväxter.
Artens utbredningsområde är Sri Lanka. Inga underarter finns listade i Catalogue of Life.